# Teoria BCS
Teoria BCS – mikroskopowa teoria nadprzewodnictwa ogłoszona w 1957 roku przez Johna Bardeena, Leona Coopera i Roberta Shrieffera. Nazwa teorii pochodzi od inicjałów jej twórców. Za stworzenie tej teorii otrzymali oni w 1972 roku Nagrodę Nobla z fizyki. 
Podstawą tej teorii jest założenie, że nośniki ładunków  w przewodnikach (fermiony) mogą łączyć się w pary (pary Coopera), które są bozonami i podlegają kondensacji Bosego-Einsteina. Natomiast skondensowane pary potrafią bezoporowo poruszać się we wnętrzu nadprzewodnika. Zjawisko nadprzewodnictwa dla metalicznych nadprzewodników wyjaśniono rozpatrując kondensację Bosego-Einsteina zachodzącą w cieczy zbudowanej z elektronów przewodnictwa w metalu, powiązanych ze sobą w pary. W odpowiednio niskiej temperaturze ciecz ta przechodzi w stan nadciekły (nadpłynność), co obserwujemy jako zanik oporu elektrycznego. 
Teoria BCS posługuje się funkcją falową, opisującą stan, w którym wszystkie elektrony są połączone w pary. Ponieważ pęd całkowity pary Coopera nie zmienia się wskutek oddziaływania między jednym z jej elektronów a całą siecią, strumień elektronów płynie bez końca. Cewki nadprzewodzące, w których mogą płynąć bez końca duże prądy, można wykorzystać do wytwarzania bardzo silnych pól magnetycznych i do tego celu stosuje się je w niektórych akceleratorach cząstek i innych urządzeniach. Nadprzewodnictwo może występować także w układach ciężkich fermionów wskutek działania mechanizmu nieco bardziej skomplikowanego niż w teorii BCS. 
Teoria BCS, która przewidywała łączenie się elektronów w pewnych warunkach w tak zwane pary Coopera odegrała znaczną rolę w wyjaśnieniu zjawiska Josephsona.